# Chintapalli (district d'Alluri Sitharama Raju)
Chintapalli ou Chintapalle est une ville du district d'Alluri Sitharama Raju dans l'État d'Andhra Pradesh en Inde. 
Selon le recensement de l'Inde de 2011, la localité compte une population de 7 888 habitants.